# Orania (mollusque)
Pour les articles homonymes, voir Orania.
Genre
Synonymes
- Lataxiena (Orania)[1]
- Pseudomurex (Orania) Pallary, 1900[1]

Orania est un genre de mollusques gastéropodes de la famille des Muricidae.

## Taxonomie
Attention, ne pas confondre ce genre avec « Orania Zipp., 1829 », qui est un genre botanique de palmiers de la famille des Arecaceae.

## Liste d'espèces
Selon World Register of Marine Species (15 décembre 2018) :
- Orania adiastolos Houart, 1995
- Orania albozonata (E. A. Smith, 1890)
- Orania archaea Houart, 1995
- Orania atea Houart & Tröndlé, 2008
- Orania badia (Reeve, 1845)
- Orania bimucronata (Reeve, 1846)
- Orania castanea (Küster, 1886)
- Orania corallina (Melvill & Standen, 1903)
- Orania dharmai Houart, 1995
- Orania ficula (Reeve, 1848)
- Orania fischeriana (Tapparone Canefri, 1882)
- Orania fusulus (Brocchi, 1814)
- Orania gaskelli (Melvill, 1891)
- Orania livida (Reeve, 1846)
- Orania maestratii Houart & Tröndlé, 2008
- Orania mixta Houart, 1995
- Orania nodosa (Hombron & Jacquinot, 1848)
- Orania nodulosa (Pease, 1869)
- Orania ornamentata Houart, 1995
- Orania pachyraphe (E. A. Smith, 1879)
- Orania pacifica (Nakayama, 1988)
- Orania pholidota (R. B. Watson, 1883)
- Orania pleurotomoides (Reeve, 1845)
- Orania purpurea (Kuroda & Habe, 1961)
- Orania rosadoi Houart, 1998
- Orania rosea Houart, 1996
- Orania serotina (A. Adams, 1853)
- Orania simonetae Houart, 1995
- Orania subnodulosa (Melvill, 1893)
- Orania taeniata Houart, 1995
- Orania walkeri (G. B. Sowerby III, 1908)
- Orania xuthedra (Melvill, 1893)

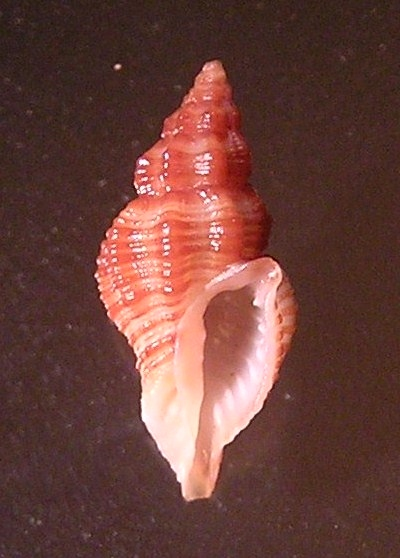
Orania ficula
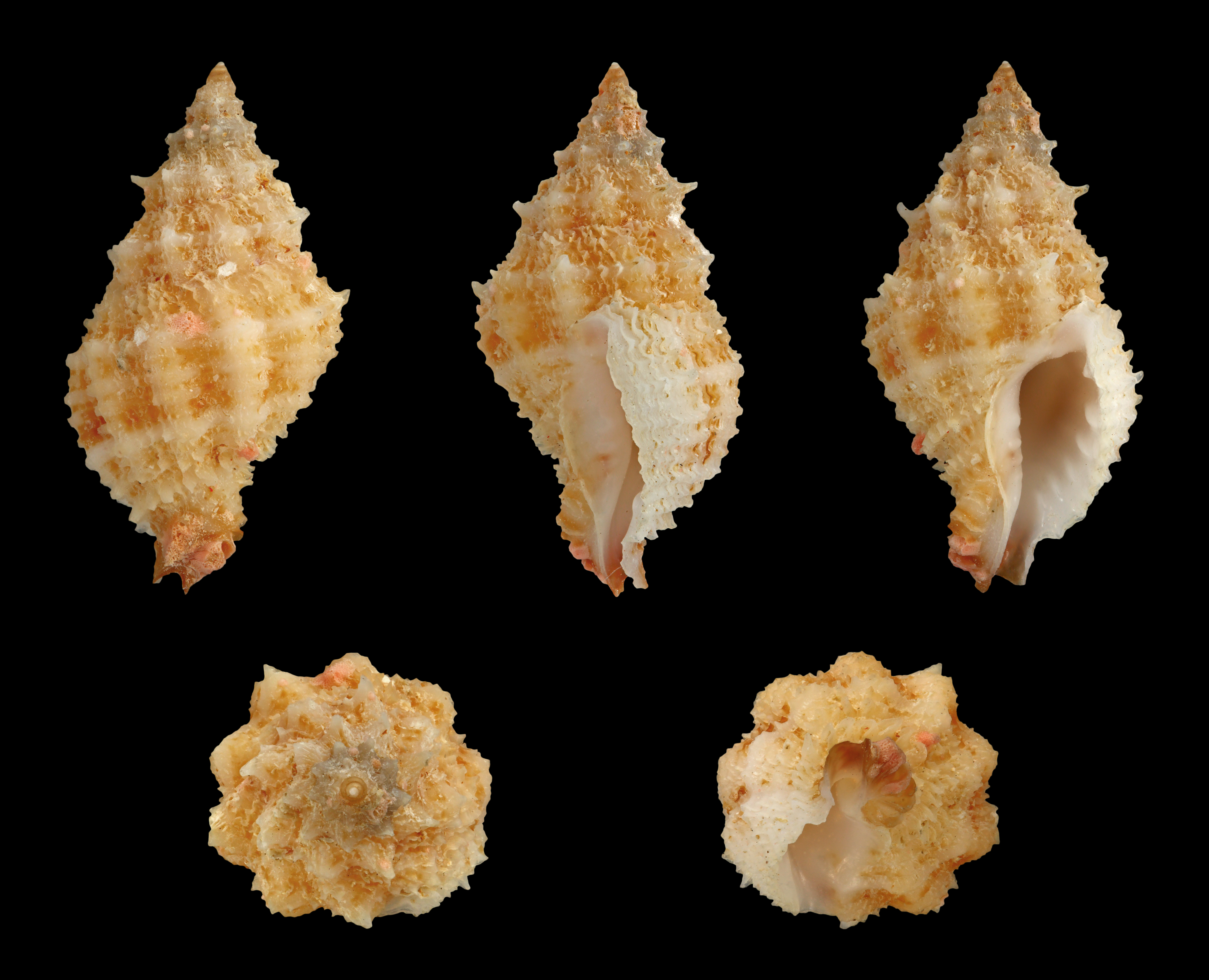
Orania pacifica
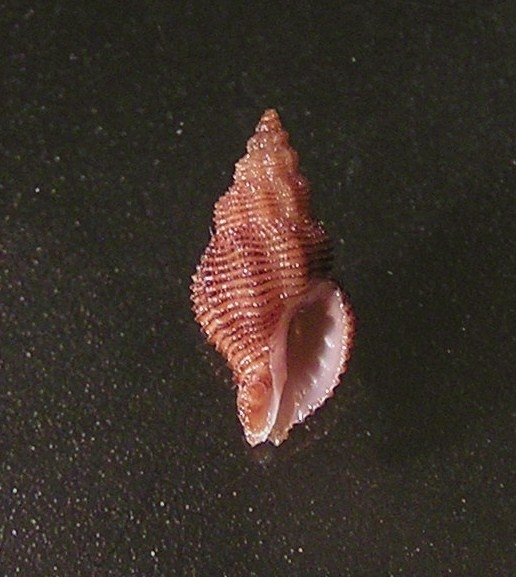
Orania walkeri

## Publication originale
- Pallary, 1900 : Coquilles marines du littoral du département d'Oran. Journal de Conchyliologie, vol. 48, n. 3, pp. 211-422 (texte intégral) (fr).